# دهستان لیلان جنوبی
دهستان لیلان جنوبی، یکی از دهستان‌های بخش مرکزی شهرستان لیلان در استان آذربایجان شرقی ایران است. مرکز این دهستان، روستای تورچی است.
نام پیشین این دهستان، لیلان بوده و سپس به لیلان جنوبی تغییرنام داده شده‌است.

## جمعیت
بر پایه سرشماری عمومی نفوس و مسکن در سال ۱۳۹۵، جمعیت دهستان لیلان جنوبی برابر با ۵٬۰۶۵ نفر بوده‌است.